# Henry John Stephen Smith
Henry John Stephen Smith (1826-1883) va ser un matemàtic britànic que va ser catedràtic savilià de la universitat d'Oxford.

## Vida i Obra
El seu pare era advocat, però va morir quan ell només tenia tres anys. Va ser educat per la seva mare i per tutors privats fins que va entrar a la Rugby School (Warwickshire, Anglaterra). El seu ingrés a la universitat es va ajornar perquè va contraure la verola i la malària; però, finalment, el 1846 va ingressar al Balliol College de la universitat d'Oxford on es va graduar dos anys després amb els màxims honors tan en ciències com en humanitats.
El 1849 va ser nomenat fellow del Balliol College. El 1861 va ser nomenat catedràtic savilià de geometria de la universitat i el 1874 conservador del seu museu.
Smith ha restat un matemàtic poc conegut, malgrat les seves aportacions en teoria de nombres. A ell se li deu la forma normal de Smith de una matriu (1861), una demostració del teorema dels dos quadrats de Fermat (1855) i un Report on the Theory of Numbers (1859-1865) en el que analitza el treball d'altres matemàtic, però també hi afegeix molt de la seva collita.